# Ордин-Нащокин, Афанасий Лаврентьевич
Афана́сий Лавре́нтьевич Орди́н-Нащо́кин (1605, Опочка, Псковский уезд, Русское царство — 1680, Псков) — дипломат и политик в царствование Алексея Михайловича, боярин (с 1667 года), глава Посольского приказа, с титулом «царственной большой печати и государственных великих посольских дел оберегателя», а также ему были вверены смоленский разряд, малороссийский приказ, чети новгородская, галицкая и владимирская и некоторые другие отдельные управления Русского государства. По оценке историка Василия Ключевского, наиболее выдающийся из сотрудников Алексея Михайловича.

## Ранняя карьера

### Происхождение, семья
Выходец из скромной помещичьей семьи, Афанасий Лаврентьевич родился в начале XVII века, примерно в 1605 или 1606 году. «Фамильное гнездо» Нащокиных издавна располагалось на северо-западе России — их немногочисленные и небогатые владения лежали во Псковском и Торопецком уездах.
Родословное семейное предание гласит, что дворянский род Нащокиных пошёл от дука (герцога) Велички, выехавшего будто бы из Италии на Русь служить великому князю тверскому Александру Михайловичу. Крестившись, получил имя Дмитрия и прозвище Красный. Его сын, тверской боярин Дмитрий Дмитриевич, был участником знаменитого тверского восстания 1327 года против ордынского посла Шевкала (Щелкана, по древнерусским песням). Был ранен во время боя в щеку: отсюда пошло прозвище Нащока, которое, как исстари водилось довольно часто, стало его фамилией. Нащокин вскоре выехал из Твери в Москву к великому князю Симеону Ивановичу Гордому. От него, первого Нащокина, впоследствии пошли роды Ординых-Нащокиных, Безниных, Олферьевых. Появление двойной фамилии у первого из них связано с прозвищем Орда у Андрея Филипповича Нащокина, убитого в сражении под Оршей 8 сентября 1514 года, в памятную годину «Смоленского взятия». Под Оршей русское войско потерпело поражение, и на поле боя, в числе прочих, пал и предок Афанасия Лаврентьевича.
Думских чинов (их было четыре: боярин, окольничий, думный дворянин, думный дьяк) Ордины-Нащокины не достигали: эта честь выпала только одному из Нащокиных — Афанасию. Он стал боярином, а его двоюродный брат Богдан Иванович — думным дворянином.
Сын Афанасия Лаврентьевича — Воин Афанасьевич (точные годы жизни не известны) был стольником (1668) при дворе Алексея Михайловича.

### Образование
Отец Афанасия позаботился о том, чтобы сын получил познания в латыни, немецком и математике. Впоследствии Афанасий обучился польскому и молдавскому языкам. «От младых ногтей» юноша отличался любознательностью и упорством. До конца своих дней любил он книги, эти, по его словам, «сокровища, очищающие душу»; знаком был не только с церковными, но и светскими сочинениями, например, по истории, философии. Ко всему этому следует добавить острую наблюдательность, тягу к восприятию нового, неизвестного, стремление узнать и внедрить то лучшее, что имелось в более передовых странах Запада. Некоторые из современников говорили о нём, что он — «человек умный, знает немецкое дело и немецкие нравы знает же», а пишет «слагательно». И друзья, и враги отдавали дань его уму и государственным способностям. Он был, что называется, «говорун и бойкое перо», обладал тонким, острым умом.

### Начало карьеры
Карьера Ордина-Нащокина началась в 1642 году, когда он участвовал в разграничении новой русско-шведской границы после Столбовского мира. К 1650 году, когда во Пскове разгорелся бунт против роста цен на хлеб, он уже имел репутацию верного слуги московского правительства и поэтому был намечен к убийству. Отличившись при подавлении этого бунта, он в 1654 году получил и успешно выполнил ответственное поручение в новой войне с Польшей — сторожить с малыми силами литовскую и ливонскую границу. После начала войны со Швецией был назначен воеводой захваченного Кокенгаузена и ряда других городов.
В 1665 году он был назначен воеводой в Псков, где попытался провести административную и экономическую реформу. По выработанному под его руководством проекту, хозяйственное управление, торговые дела и гражданский суд переходили в ведение «земских выборных людей». Земская изба, где они заседали, получала также право выдавать мелким торговцам ссуды для покупки экспортных товаров, превращаясь таким образом в первый в России банк. На полученные деньги торговцы должны были скупать товары и передавать их крупным капиталистам для продажи, получая от последних долю прибыли. Для продажи товаров иностранным купцам под Псковом учреждались две ежегодные беспошлинные ярмарки: 6 января и 9 мая. Первоначально план был одобрен царём, но встретил противодействие среди городской верхушки, которая через московских недоброжелателей Нащокина добилась его снятия с поста воеводы всего через 8 месяцев после назначения. Его преемник князь Хованский убедил царя отменить реформу.

## Дипломатическая деятельность
В 1656 году Ордин-Нащокин подписал союзный договор с Курляндией, а в 1658 году — крайне необходимое для России перемирие со Швецией. За это царь Алексей Михайлович удостоил его чина думного дворянина.
Добился в 1667 году подписания выгодного для России Андрусовского перемирия с Речью Посполитой.
Городовой дворянин по происхождению, после заключения упомянутого перемирия он был пожалован в бояре и назначен главным управителем Посольского приказа с громким титулом «царской большой печати и государственных великих посольских дел сберегателя», сменив на этом посту своего предшественника, Думного дьяка, печатника, Алмаза Иванова. После этого он инициировал масштабную внешнеполитическую акцию — рассылку посольств в европейские страны (Ивана Желябужского к императору Священной Римской Империи, Петра Потёмкина в Испанию и Францию, Михаила Головнина в Англию и Нидерланды, Семёна Алмазова в Данию, В. Бауша в Бранденбург и Курляндию, И. Г. Леонтьева в Швецию), чтобы среди прочего выяснить их отношение к перспективе союза России и Польши против Османской империи.
Предлагал расширить экономические и культурные связи со странами Западной Европы и Востока, заключить союз с Польшей для совместной борьбы со Швецией за обладание побережьем Балтийского моря.

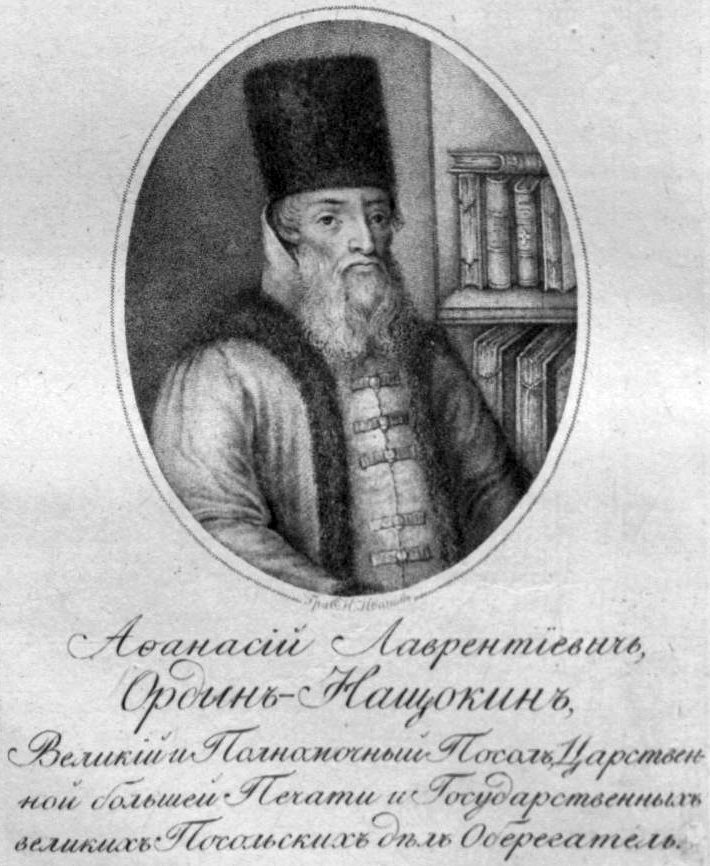
Афанасий Ордин-Нащокин. Гравюра начала XIX века
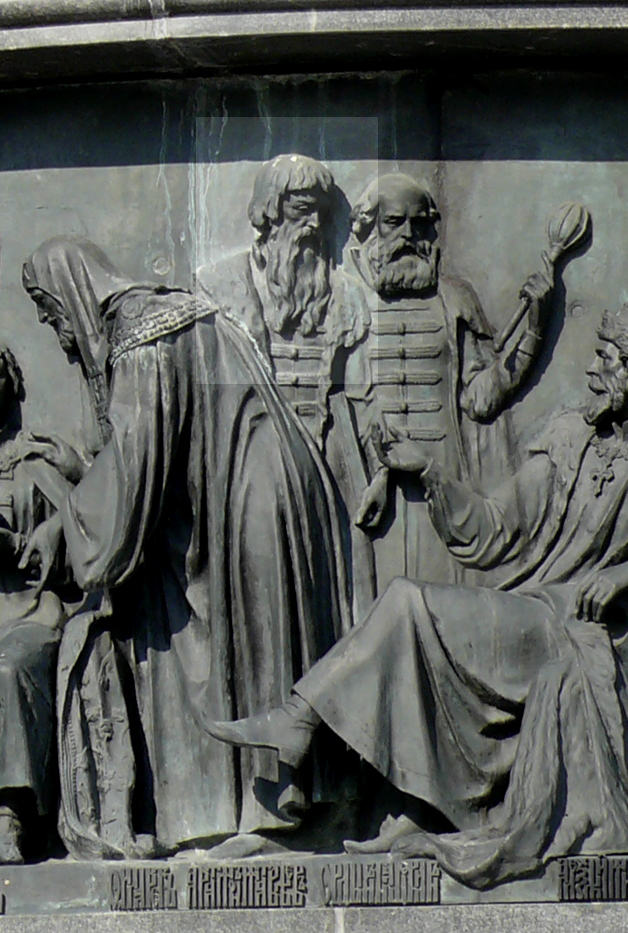
Афанасий Ордин-Нащокин на Памятнике «1000-летие России» в Великом Новгороде

## Новоторговый устав
В 1667 году под руководством Нащокина составлен Новоторговый устав, который являлся важнейшим документом, регулировавшим как внутреннюю, так и внешнюю торговлю в Русском царстве.

## Попытка создания флота
Ордин-Нащокин упоминается также в связи с первыми попытками создать новый русский флот:

В 1669 году на Оке был спущен на воду первенец русского флота корабль «Орел». Полёт у этого «Орла» оказался, правда, скоротечным, уже на следующий год он попал в руки разинцев и был сожжён. Неудачей закончилась и попытка арендовать за рубежом гавань для русского флота. Такие переговоры в 1662 году велись с Курляндией. В результате, задачу создания русского флота пришлось отложить, но чётко сформулировала этот важнейший для страны вопрос власть уже тогда. И роль в этом канцлера Ордина-Нащокина огромна.

## Поздняя карьера
Резкость и прямота в суждениях приблизила его опалу. В 1671 году, вследствие доносов и интриг, он был отстранён от службы в Посольском приказе, возвратился на родину.
В следующем году он постригся в монахи в Крыпецком монастыре с именем Антония и в последующие годы занимался благотворительностью: построил в Пскове церковь Казанской Божией матери и богадельню при ней, обустраивал монастырь во имя святого Николая Чудотворца в селе Любятово.
Но он оказался востребованным как эксперт по делам польским: в 1679 году Фёдор III Алексеевич прислал за Ординым верных людей, приказав им снова облачить бывшего канцлера в боярское платье и доставить в Москву для участия в переговорах с польскими послами. Ордин чувствовал себя уставшим и не стал прилагать усилий к тому, чтобы вновь закрепиться в столице. Советы его в отношении поляков были признаны устаревшими, самого Ордина отстранили от переговоров и возвратили в Псков. Через год — в 1680 году — он скончался в возрасте 74 лет.
Его карьера довольно уникальна для российской истории, так как он был первым мелким дворянином, получившим звание боярина и высокие должности в государстве не благодаря семейным связям, а вследствие личных достижений и способностей.

## Память
Ордину-Нащокину установлены бюсты в Косинском детском морском клубе в микрорайоне Косино Москвы и городе Опочка Псковской области. Ему также посвящены почтовые марки СССР и России:

Бюст Афанасий Ордина-Нащокина в Косинском детском морском клубе (Москва)
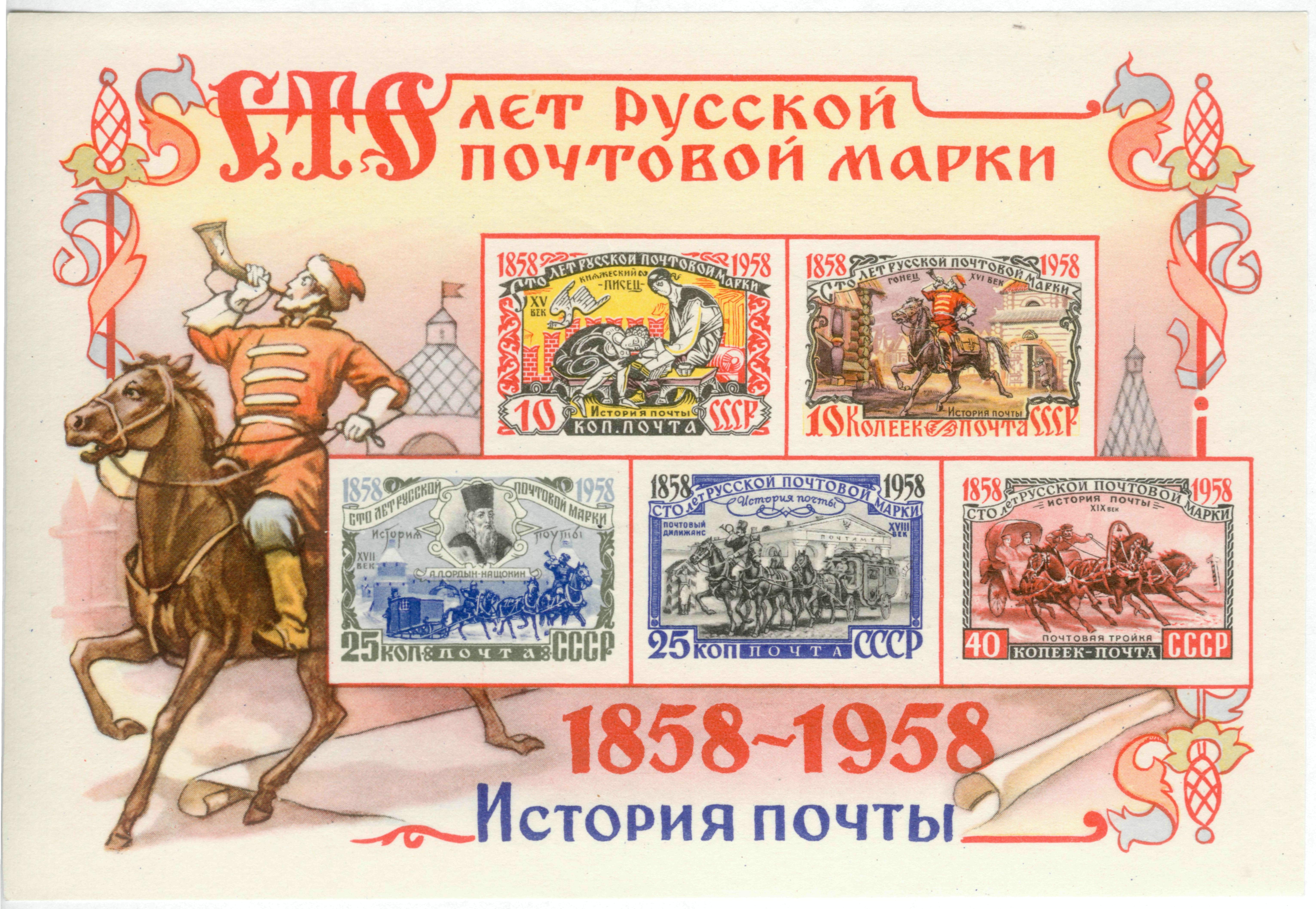
Ордин-Нащокин на почтовом блоке СССР «100 лет русской почтовой марки» (1958)
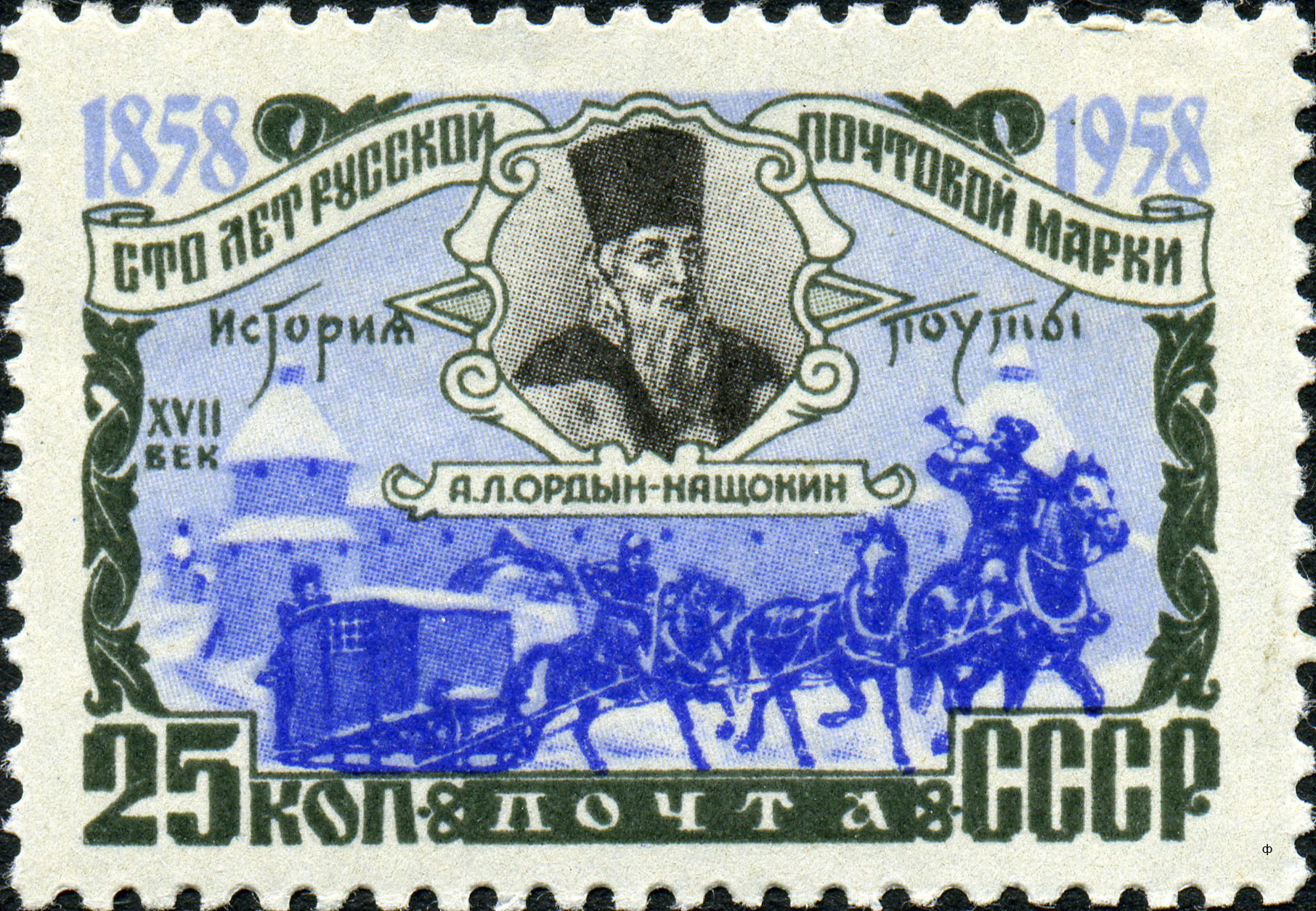
То же, отдельная марка блока
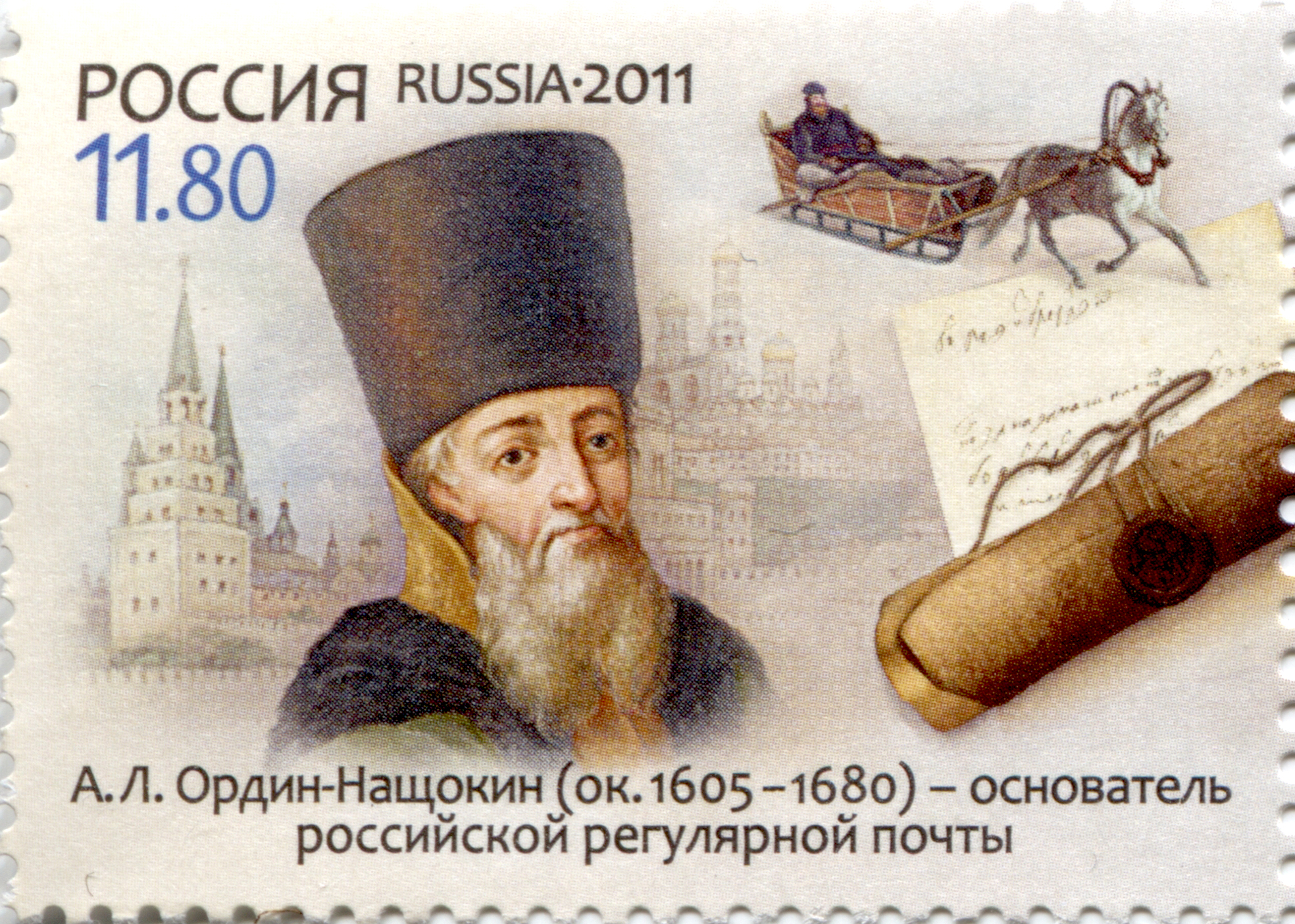
«А. Л. Ордин-Нащокин (ок. 1605—1680) — основатель российской регулярной почты» (по версии Почты России). Марка России (2011)

## Интересные факты
22 февраля 1659 года царь Алексей Михайлович дал отправляющемуся за границу Ордину-Нащокину роспись того, что нужно привезти в Москву. Среди прочего, царь потребовал организовать ежемесячную доставку «вестей» из Европы. Афанасию Лаврентьевичу не удалось исполнить государев указ. Тем не менее во многих популярных книгах, школьных учебниках и на почтовых марках ему приписывают организацию русской почты. В реальности такую почту организовал в 1665 году голландец Ян ван Сведен.